# Leros (gmina)
Leros (gr. Δήμος Λέρου, Dimos Leru) – gmina w Grecji, w administracji zdecentralizowanej Wyspy Egejskie, w regionie Wyspy Egejskie Południowe, w jednostce regionalnej Kalimnos. W jej skład wchodzi między innymi wyspa Leros. Siedzibą gminy jest Aja Marina. W 2011 roku liczyła 7917 mieszkańców.